# فيدران ماتوشفيتش
فيدران ماتوشفيتش هو لاعب كرة الصالات ‏ ولاعب كرة قدم كرواتي، ولد في 27 أغسطس 1990 في تراونيك في البوسنة والهرسك. لعب مع Luparense FC (futsal) ‏.

## وصلات خارجية
- فيدران ماتوشفيتش على موقع الاتحاد الأوربي (الإنجليزية)
- فيدران ماتوشفيتش على موقع اتحاد كرواتيا (الكرواتية)